# Verdille
Verdille és un municipi francès situat al departament del Charente i a la regió de la Nova Aquitània. L'any 2007 tenia 348 habitants.

## Demografia

### Població
El 2007 la població de fet de Verdille era de 348 persones. Hi havia 160 famílies de les quals 52 eren unipersonals (20 homes vivint sols i 32 dones vivint soles), 64 parelles sense fills, 32 parelles amb fills i 12 famílies monoparentals amb fills.
La població ha evolucionat segons el següent gràfic:
Habitants censats

### Habitatges
El 2007 hi havia 192 habitatges, 161 eren l'habitatge principal de la família, 23 eren segones residències i 9 estaven desocupats. 191 eren cases i 1 era un apartament. Dels 161 habitatges principals, 141 estaven ocupats pels seus propietaris, 18 estaven llogats i ocupats pels llogaters i 2 estaven cedits a títol gratuït; 13 tenien dues cambres, 16 en tenien tres, 43 en tenien quatre i 89 en tenien cinc o més. 104 habitatges disposaven pel capbaix d'una plaça de pàrquing. A 82 habitatges hi havia un automòbil i a 62 n'hi havia dos o més.

### Piràmide de població
La piràmide de població per edats i sexe el 2009 era:
| Homes | Edats   | Dones |
| ----- | ------- | ----- |
| 0     | 95 o +  | 4     |
| 0     | 90 a 94 | 4     |
| 4     | 85 a 89 | 4     |
| 8     | 80 a 84 | 12    |
| 8     | 75 a 79 | 8     |
| 12    | 70 a 74 | 8     |
| 12    | 65 a 69 | 16    |
| 4     | 60 a 64 | 20    |
| 12    | 55 a 59 | 8     |
| 16    | 50 a 54 | 12    |
| 20    | 45 a 49 | 8     |
| 24    | 40 a 44 | 16    |
| 4     | 35 a 39 | 12    |
| 4     | 30 a 34 | 8     |
| 12    | 25 a 29 | 0     |
| 12    | 20 a 24 | 8     |
| 12    | 15 a 19 | 16    |
| 4     | 10 a 14 | 8     |
| 8     | 5 a 9   | 8     |
| 12    | 0 a 4   | 0     |

## Economia
El 2007 la població en edat de treballar era de 202 persones, 138 eren actives i 64 eren inactives. De les 138 persones actives 125 estaven ocupades (61 homes i 64 dones) i 13 estaven aturades (4 homes i 9 dones). De les 64 persones inactives 30 estaven jubilades, 15 estaven estudiant i 19 estaven classificades com a «altres inactius».

### Ingressos
El 2009 a Verdille hi havia 169 unitats fiscals que integraven 364,5 persones, la mediana anual d'ingressos fiscals per persona era de 15.153 €.

### Activitats econòmiques
Dels 13 establiments que hi havia el 2007, 3 eren d'empreses alimentàries, 1 d'una empresa de construcció, 4 d'empreses de comerç i reparació d'automòbils, 2 d'empreses de transport, 1 d'una empresa d'hostatgeria i restauració, 1 d'una empresa financera i 1 d'una empresa immobiliària.
L'únic servei als particulars que hi havia el 2009 era un restaurant.
Dels 2 establiments comercials que hi havia el 2009, 1 era una fleca i 1 una carnisseria.
L'any 2000 a Verdille hi havia 34 explotacions agrícoles que ocupaven un total de 1.725 hectàrees.

## Equipaments sanitaris i escolars
El 2009 hi havia una escola elemental integrada dins d'un grup escolar amb les comunes properes formant una escola dispersa.

## Poblacions més properes
El següent diagrama mostra les poblacions més properes.